# Nicole Riner
Nicole Riner (* 13. Juni 1990 in Ennetbürgen) ist eine ehemalige Schweizer Tennisspielerin.

## Karriere

### Anfänge
Nicole Riner gewann 2004 ihre ersten internationalen Tennisturniere auf der European Junior Tour 16&U. Unter anderem gewann sie in Spanien, Schweden und in der Schweiz. Im Sommer 2005 wurde sie zum fünften Mal Schweizer Meisterin. Im gleichen Jahr gelang ihr ein Sieg beim ITF-U18-Turnier in der Schweiz. Ein Jahr später wurde sie für das Fed-Cup-Team der Schweiz aufgeboten. Gegen Japan spielte sie zum ersten Mal gegen eine Spielerin der Top 100 und verlor.

### 2006 bis 2007
Im Sommer 2006 zog sie bei der Tennis-Akademie von Eric van Harpen ein. Von Swiss Tennis wurde sie im Anschluss ins Nationale Leistungszentrum aufgenommen. Am 25. September 2006 wurde sie zum ersten Mal in der WTA-Rangliste aufgeführt. Im Herbst 2006 erhielt sie für das Zurich Open eine Wildcard für die Qualifikation. Den grössten Sieg in ihrer jungen Karriere erreichte sie am 20. Mai 2007, als sie zum ersten Mal ein ITF-Turnier bei den Erwachsenen gewann. Genau einen Monat später konnte sie in Davos ihren ersten Doppelerfolg bei einem ITF-Turnier feiern. Im Juli 2007 gewann sie die Sommer-Schweizer-Meisterschaften bei den U-18-Junioren im Einzel und im Doppel. Nach ihren Siegen bei den Schweizer Meisterschaften gewann Riner in der Königsklasse der Juniorinnen bei der EM in Bad Gastein die Bronzemedaille im Einzel wie auch die Silbermedaille im Doppel. In Abu Dhabi konnte sie ein Turnier im Einzel gewinnen und in Porto war sie im Doppel siegreich. Im November 2007 folgten dann zwei Turniere auf den Philippinen, die Nicole Riner, trotz starker Erkältung, beide siegreich beendete. Durch diese Erfolge erreichte sie auf der Weltrangliste die Top 500. Zum Jahresende konnte sie bei den Schweizer Meisterschaften sowie dem Silvester-Cup in den Final einziehen.

### 2008
Beim $10.000-Turnier in Stuttgart gelang Riner 2008 wieder der Vorstoss in den Final. Durch diesen Erfolg machte sie in der Weltrangliste einen Sprung unter die 500 Besten der Welt. Anfang März 2008 war Riner daher für das $50.000-Turnier in New Delhi qualifiziert. Im April 2008 versuchte sie den Einstieg in die $25.000-Turniere. Sie stiess mehrere Male ins Hauptfeld vor. Ausserdem wurde sie erneut für das Schweizer Fed-Cup-Team aufgeboten. Anfang Juni 2008 erhielt Nicole Riner die Möglichkeit, beim Juniorenturnier von Roland Garros teilzunehmen. Ihre erste Partie gewann sie klar; bei der zweiten musste sie verletzungsbedingt aufgeben. Die Verletzung zwang sie zu einer mehrwöchigen Pause. Ende Juli konnte sie dann im Interclub ihr Comeback geben. Nach einem erneuten Trainerwechsel errang Riner im österreichischen Pörtschach im August 2008 ihren vierten Turniersieg bei einem $10.000-Turnier.